# Iojib, Satu Mare
Iojib este un sat în comuna Medieșu Aurit din județul Satu Mare, Transilvania, România.

## Istoric
Prima atestare documentară a satului este din 1490, când a apărut într-un document cu numele Iosyphaza.A
La sfârșitul secolului al XV-lea, odată cu dispariția familiei Mórocz, satul a devenit proprietatea familiei Báthory, iar după 1609 a devenit proprietatea familiei Csomaközi. După Pacea de la Satu Mare, Iojibul a devenit proprietatea contelui Sándor Károlyi. La sfârșitul secolului al XVIII-lea, satul a fost deținut de familia Károlyi, de contele Teleki, baronul Vécsey, Szirmay, Tóth și Kacsó și a fost al lor până la mijlocul secolului al XIX-lea. Alte familii de moșieri care aveau pământ în sat au fost Rátonyi, Bagossy, Boross, Varga și Papp.
La începutul secolului al XX-lea, Béla Papolczy era cel mai mare proprietar, iar în acea perioadă istoricul maghiar Borovszky Samu a scris că în sat locuiau 685 greco-catolici, 467 romano-catolici, 340 reformați, 38 mozaici.
După Tratatul de la Trianon satul devine parte din România. În 1930 la Iojib locuiau 1.375 de persoane, dintre care 777 maghiari, 563 români, 20 evrei, 12 germani și 3 din alte etnii.
În 2002, dintre cei 1.140 de locuitori, 532 erau etnici români, 446 maghiari, 133 romi, 28 germani și 1 de altă etnie.